# 尼古拉·杰姆琴科
尼古拉·内斯托罗维奇·杰姆琴科（俄語：Николай Нестерович Демченко；1896年5月9日（21日）—1937年10月30日），苏联烏克蘭裔政治人物。

## 生平
1896年，出生。
1916年，入党。
1925年，任乌克兰工农检查院副人民委员。
1927年，任乌共中央组织分配部部长。
1930年，任乌克兰农业人民委员。
1934年，任中央候补委员。
1937年，任粮食和畜牧业人民委员。
1937年，被捕处死。
1954年，平反。